# Mont Lovćen
Le mont Lovćen (en cyrillique serbe et monténégrin : Ловћен) est une montagne du sud-ouest du Monténégro. Il est classé en parc national d'une superficie de 64 km2. Le mont a deux pics, le Štirovnik culminant à 1 749 mètres et le Jezerski vrh, à 1 657 mètres.
On dénombre 1 158 espèces végétales sur le Lovćen, dont 4 endémiques. Dans une partie du parc national nommée Ivanova Korita, à 1 200 m d'altitude, se trouvent des installations de loisir pour les touristes.
Outre ses beautés naturelles, le Lovćen est important pour son héritage culturel. La route de Kotor (Boka Kotorska) au sommet du Lovćen consiste en une série de 32 courbes abruptes. Cette route historique est réputée pour sa beauté.
À l'intérieur de la réserve naturelle se trouve le village de Njeguši, village natal de la famille royale monténégrine, les Petrović. Le village a en outre préservé son architecture traditionnelle.
Le mausolée de Petar II Petrović-Njegoš fut construit en 1974, dans un style très « réalisme socialiste », sur le sommet du Jezerski vrh. Depuis ce pic on embrasse tout le Monténégro, des bouches de Kotor à l'Adriatique, du lac de Skadar au massif du Durmitor.

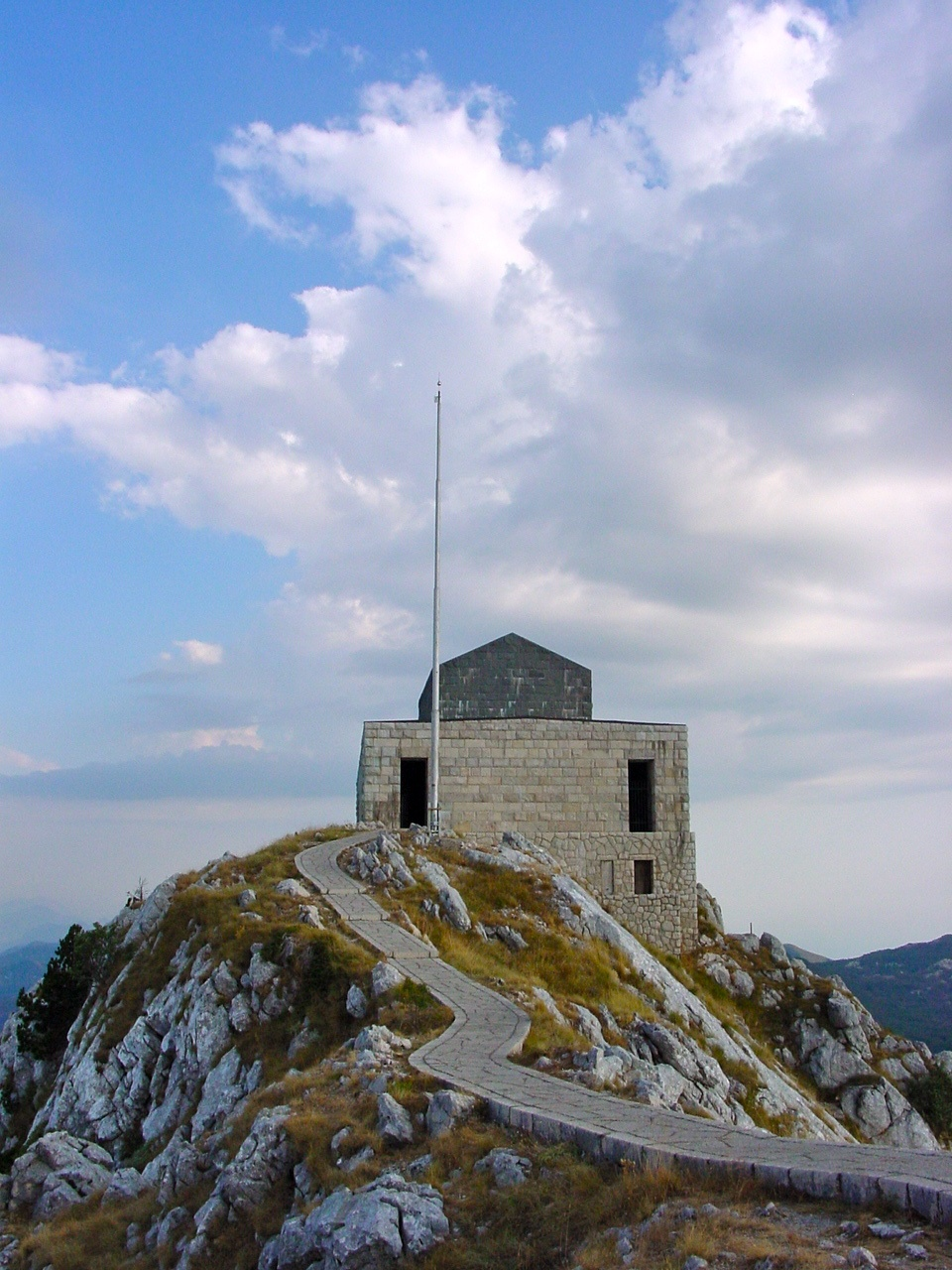
Le mausolée de Petar II Petrović-Njegoš.